# Polystachya pachychila
Polystachya pachychila är en orkidéart som beskrevs av Victor Samuel Summerhayes. Polystachya pachychila ingår i släktet Polystachya och familjen orkidéer. Inga underarter finns listade i Catalogue of Life.